# Татары-каракалпаки
Татары-каракалпаки (тат. әстерхан каракалпаклары, урал каракалпаклары, калпаклар, казан каракалпаклары, мишәр каракалпаклары) — субэтнос татар, проживающий на территории Волгоградской и Астраханской областей, а также в Казахстане, в быту используют каракалпакский говор казанского диалекта татарского языка.

## Расселение
Татары-каракалпаки в настоящее время проживают в Палласовском и Старополтавском районах Волгоградской области, Ахтубинском районе Астраханской области, а также в Бокейординском, Жанибекском, Казталовском и Бокейординском районах Западно-Казахстанской области Республики Казахстан. Кроме того, их отдельные представители живут в Саратовской области. В некоторых сёлах (например, Сарбаста и Сегир-Кудук) они живут вместе с казахами, поэтому говорят на смешанном татарско-казахском диалекте.

## История
Этническая группа, известная как астраханские каракалпаки (или каракалпакские татары), сформировалась в степях Нижней Волги в начале XIX века. В 1817 году они прибыли в эти места, а официально стали упоминаться с 1827 года, когда 61 человек вокруг озера Баскунчак просили записать их как «татар Кундару». К середине XIX века их численность была невелика — около 130 человек. Позднее часть этой группы переселилась в сёла Биштюб и Новокучергановку в Астраханской области, а часть племени казакчи (казанлы) переселилась в Камыш-Бурун Ставропольского края.
Изначально они происходили из волжских татар, бежавших в Букеевскую Орду от русской армии в конце XVIII века. Султан Бокей-хан дал им название «каракалпак», но позже изгнал их за неповиновение, и часть переселилась на правый берег Волги. Они смешались с местными казахами и ногайцами, сохранив название «калпак». Позднее лингвисты установили, что их язык — татарский диалект, а антропологически они почти не отличались от мишар и казанских татар. Основу их составляли лятошинские мишари, казанцы и татары из Бугульминского и Бузулукского уездов.

## Язык
Несмотря на долгое проживание среди казахов, татары-каракалпаки сохранили свой родной язык, разговаривая в том числе и на казахском. Хотя язык татар-каракалпаков представляет собой средний диалект, в формировании местных татар участвовали и мишари, проживающие в Волгоградской области.